# Tau Puppis
Tau Puppis is een spectroscopische dubbelster in het sterrenbeeld Achtersteven met een omlooptijd van 1066,0 dagen. De grootste ster in het systeem, Tau Puppis A heeft een spectraalklasse van K1 III. Hieruit valt af te leiden dat het een reuzenster is.